# Circinus
Circinus o el Compás es una pequeña y débil constelación de los cielos meridionales delimitada por primera vez en 1756 por el astrónomo francés Nicolas-Louis de Lacaille. Su estrella más brillante es Alfa Circini que tiene una magnitud aparente de 3,19. Ligeramente variable, es la estrella Ap de oscilación rápida más brillante de los cielos nocturnos. AX Circini es una variable cefeida visible a simple vista y BX Circini es una estrella débil sospechosa de haberse formado a partir de la fusión de dos enanas blancas. Dos estrellas similares al Sol tienen sistemas planetarios: HD 134060 posee dos pequeños planetas y HD 129445 uno parecido a Júpiter. En el año 185 observadores chinos registraron una supernova en esta constelación, SN 185; ya en el siglo XX se registró la aparición de dos novas.
La Vía Láctea cruza Circinus y ofrece objetos destacados como el cúmulo abierto NGC 5823 y la nebulosa planetaria NGC 5315. En 1977 se descubrió en esta constelación la galaxia de Circinus, una notable galaxia espiral, que además es la galaxia Seyfert más cercana a la Vía Láctea. Las alfa circínidas son una lluvia de meteoritos observada por primera vez en 1977 cerca de la estrella alfa de esta constelación.

## Historia
En 1756 Lacaille introdujo la constelación de Circinus con el nombre francés de Le Compas (el Compás) en una carta del hemisferio celeste austral. En esta carta, Lacaille representa las constelaciones de Norma, Circinus y Triangulum Australe como una escuadra y una regla, un compás y un nivel topográfico respectivamente en un conjunto de instrumentos de delineante. La constelación recibió su actual nombre latino en 1763 cuando Lacaille publicó una actualización del mapa celeste con los nombres latinos de las constelaciones que había introducido.

## Descripción

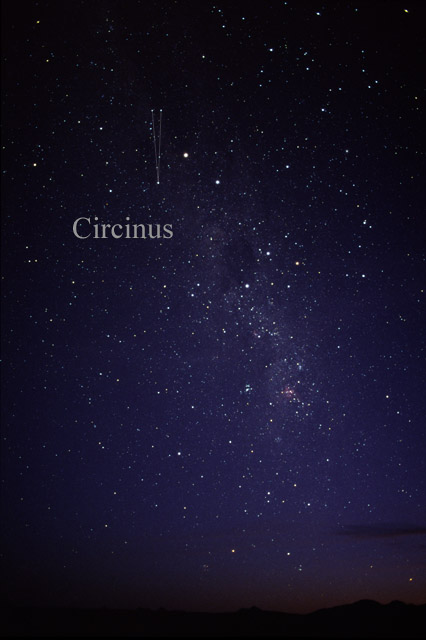
Constelación de Circinus

El Compás está rodeado por las constelaciones del Centauro, la Mosca, el Ave del Paraíso, el Triángulo Austral, la Escuadra y el Lobo. Las estrellas Alfa y Beta Centauri está cerca del límite entre el Compás y el Centauro. Los límites oficiales de la constelación fueron establecidos en 1930 por Eugène Delporte y comprenden un polígono de catorce lados. En el sistema de coordenadas celestes, las ascensiones rectas que limitan la constelación caen entre las 13 h 38,4 m y las 15 h y 30,2 m, mientras que las declinaciones que establecen el límite son −55,43° y −70,62°. Por este motivo, la constelación solo es visible al sur de los 30° N de latitud. La abreviatura de tres letras adoptada por la Unión Astrónica Internación (UAI) en 1922 es «Cir».

## Estrellas

### Estrellas principales
- α Circini, la estrella más brillante de la constelación, una variable Alfa2 Canum Venaticorum cuya magnitud varía entre 3,18 y 3,21.
- γ Circini, estrella doble, en donde las componentes están separadas 0,9 segundos de arco.
- δ Circini, estrella de magnitud 5,04, es una estrella azul del raro tipo espectral O muy alejada de nosotros, a unos 6500 años luz.
- AT Circini, binaria eclipsante de brillo variable entre magnitud 8,4 y 8,8.
- AX Circini, de magnitud 5,87, es una estrella doble y variable cefeida.
- BS Circini, estrella Ap de magnitud 6,7.
- BU Circini, estrella variable Beta Cephei.
- HR 5680 (HD 135591), caliente gigante azul de magnitud +5,43.
- WR 65, estrella de Wolf-Rayet que presenta emisión de rayos X variable.

### Otras estrellas condesignación Bayer
- β Cir 4,07; ε Cir 4,85; ζ Cir 6,09; θ Cir 5,08; η Cir 5,16

## Objetos de cielo profundo

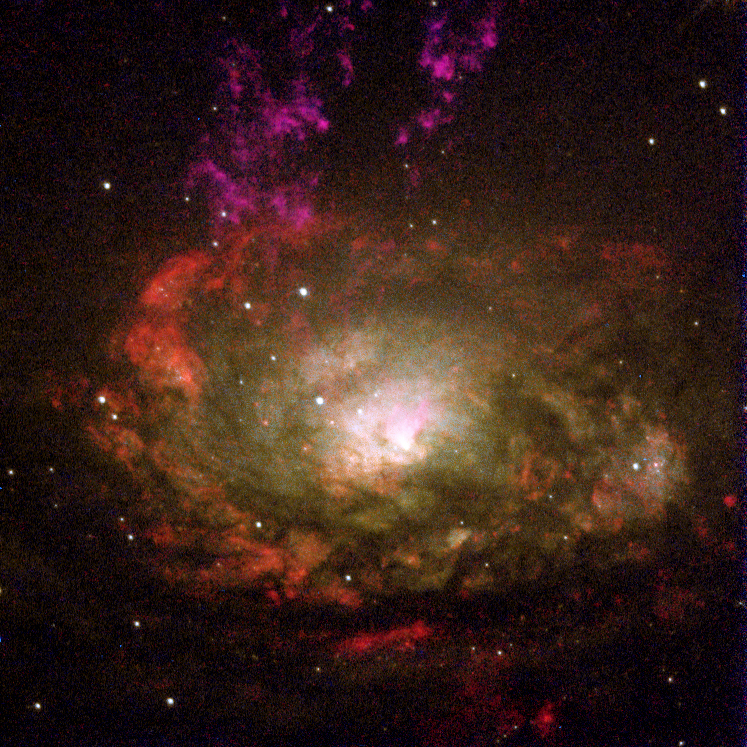
ESO 097 (Galaxia Circinus).

- NGC 5315, nebulosa planetaria con una estructura en forma de X.
- RCW 86, resto de supernova SN 185.
- Resto de supernova MSH 15-52/RCW 89 que contiene el púlsar energético  PSR B1509-58.
- Pismis 20, pequeño cúmulo abierto 12 arcmin al suroeste de β Circini.
- Galaxia Circinus, Galaxia Espiral Seyfert